# Biker Mice from Mars
Biker Mice from Mars är en amerikansk tecknad TV-serie skapad av Rick Ungar, och ursprungligen sänd i UPN 19 september 1993-24 februari 1996.

## Handling
På planeten Mars existerar en ras av antropomorfa möss som gillar motorsport och har en liknande kultur och samhälle som människor. Vid ett tillfälle utplånades de av plutarianerna (Plutatrikans), en utomjordisk ras som är feta, illaluktande och med ett fiskliknande utseende som plundrar planeters naturresurser eftersom de slösade bort sina egna. Tre överlevande, Throttle, Modo och Vinnie lyckas hitta ett rymdskepp och flyr från plutarianerna men blir nedskjutna av plutarianernas krigsskepp, vilket leder till att de kraschlandar på Jorden i Chicago. Där möter de en charmig mekaniker vid namn Charlene "Charley" Davidson och upptäcker att plutarianerna har kommit även till Jorden för att stjäla dess naturresurser. Bike Mice undersöker det förstörda gettot i den blåsiga staden och upptäcker att Chicagos ledande industriman, Lawrence Limburger, egentligen är en plutarian som utklädd till människa konspirerar för att plundra Jordens resurser för att skicka till sin döende planet. Limburger anlitar två hantlangare, den galne vetenskapsmannen doktor Karbunkle och den idiotiske Smörjan som hjälper honom att stjäla naturresurser och skicka till Plutark. Men Biker Mice stoppar Limbuergar från att förstöra Chicago, de gör det för att ställa Plutark inför rätta som hämnd för förlusten och förstörelsen av deras planet, och för att skydda Jorden från ett liknande öde.

## Rollfigurer

### Mössen
- Throttle - Ledare för Biker Mice, har brun päls, bär gröna solglasögon eftersom han fick sina ögon skadade under kriget på Mars.
- Modo - Gråfärgad mus, bär ögonlapp. Han förlorade sin högra arm och den ersattes med en mekanisk robotarm.
- Vinnie - Har vit päls, Vinnie fick högra sidan av ansiktet bränd, den är nu täckt av en metallmask.

### Skurkar
- Limburger - Är en Plutarian med människomask som gör allt för att krossa Biker Mice.
- Karbunkle - Elak professor som arbetar åt Limburger och är expert på elaka typer.
- Smörjan (originalnamn: Grease Pit) - Drummel till bilmekaniker som alltid är täckt med massa olja och arbetar åt Limburger.
- Mutanten Fred - En korkad mutant som ofta blir försöksobjekt för Karbunkles experiment. Det bästa han vet är att göra 'illa' sig.
- Lord Camembert - Limburgers chef, som också är en Plutarian. De håller ofta kontakt med varandra via monitorskärmar under operationer.

### Övriga
- Charlene "Charley" Davidson - mekaniker, är vän med Throttle, Modo och Vinnie.
- Napoleon Brie - Är en Plutarian och Limburgers rival som bor i Detroit.
- Rimfire - Modos brorson, är medlem i Freedom Fighters ("Frihetskämpar"). Han medverkar i Back to Mars, Part 2 och i tre delar långa avsnitten Once Upon a Time on Mars.
- Carbine - Ledare för Freedom Fighters, är Throttles flickvän.
- Stoker - Grundare av Freedom Fighters. Han medverkar i Once Upon a Time on Mars.

## Röster

### Engelsk version i urval
- Throttle - Rob Paulsen
- Modo - Dorian Harewood
- Vinnie - Ian Ziering
- Charlene "Charley" Davidson - Leeza Miller McGee
- Lawrence Limburger - W. Morgan Sheppard
- Dr. Benjamin Boris Zachary Karbunkle - Susan Silo
- Grease Pit (Smörjan) - Brad Garrett
- Napoleon Brie - Luke Perry
- Rimfire - Brian Austin Green
- Carbine - Leah Remini
- Stoker - Peter Strauss

### Svensk version i urval
- Throttle - Johan Hedenberg
- Modo - Andreas Nilsson
- Vinnie - Hans Jonsson
- Charlene - Joan Dahlgren
- Limburger - Mattias Knave
- Smörjan - Staffan Hallerstam
- Karbunkle - Hans Jonsson
- Carbine - Annelie Berg

## Biker Mice from Mars i Sverige
- I Sverige visades 1993 års serie på FilmNets barnprogram K-TV och senare på Barntrean på TV3, den har getts ut både på VHS och DVD. På svenska kallades serien ofta MC-mössen från Mars.